# Campeonato da Europa de Atletismo de 2014 - 400 m com barreiras masculino
A prova dos 400 metros com barreiras masculino do Campeonato da Europa de Atletismo de 2014 foi disputada entre os dias 12 e 15 de agosto de 2014 no Estádio Letzigrund em Zurique, na Suíça. 

## Recordes
Antes desta competição, os recordes mundiais e do campeonato nesta prova eram os seguintes:
|                       | Nome             | Nacionalidade      | Tempo | Local     | Data                  |
| --------------------- | ---------------- | ------------------ | ----- | --------- | --------------------- |
| Recorde mundial       | Kevin Young      | Estados Unidos     | 46s78 | Barcelona | 6 de agosto de 1992   |
| Recorde do campeonato | Harald Schmid    | Alemanha Ocidental | 47s48 | Atenas    | 8 de setembro de 1982 |
| Recorde europeu       | Stéphane Diagana | França             | 47s37 | Lausana   | 5 de julho de 1995    |

## Medalhistas
| Ouro                 | Prata             | Bronze                  |
| Kariem Hussein (SUI) | Rasmus Mägi (EST) | Denis Kudryavtsev (RUS) |

## Cronograma
Todos os horários são locais (UTC+2).
| Data         | Hora  | Evento    |
| ------------ | ----- | --------- |
| 12 de agosto | 11:00 | Bateria   |
| 13 de agosto | 17:55 | Semifinal |
| 15 de agosto | 20:52 | Final     |

## Resultados

### Bateria
Qualificação: 4 atletas de cada bateria  (Q) mais os  4 melhores qualificados (q).
| Posição | Bateria | Raia | Atleta              | Nacionalidade | Tempo | Notas           |
| ------- | ------- | ---- | ------------------- | ------------- | ----- | --------------- |
| 1       | 1       | 7    | Denis Kudryavtsev   | Rússia        | 49.05 | Q               |
| 2       | 1       | 6    | Varg Königsmark     | Alemanha      | 49.46 | Q               |
| 3       | 1       | 3    | Yoann Décimus       | França        | 49.60 | Q,              |
| 4       | 5       | 6    | Kariem Hussein      | Suíça         | 49.70 | Q               |
| 5       | 3       | 2    | Rasmus Mägi         | Estónia       | 49.72 | Q               |
| 6       | 3       | 4    | Patryk Dobek        | Polónia       | 49.73 | Q               |
| 7       | 4       | 5    | Niall Flannery      | Grã-Bretanha  | 49.77 | Q               |
| 8       | 2       | 2    | Thomas Barr         | Irlanda       | 49.79 | Q               |
| 9       | 4       | 3    | Emir Bekrić         | Sérvia        | 49.82 | Q               |
| 10      | 3       | 6    | Sebastian Rodger    | Grã-Bretanha  | 49.88 | Q               |
| 11      | 1       | 2    | Michal Brož         | Chéquia       | 49.90 | Q,              |
| 12      | 4       | 8    | Timofey Chalyy      | Rússia        | 49.92 | Q               |
| 13      | 4       | 6    | Oskari Mörö         | Finlândia     | 49.97 | Q,              |
| 14      | 1       | 8    | Stef Vanhaeren      | Bélgica       | 49.98 | q               |
| 15      | 5       | 5    | Michaël Bultheel    | Bélgica       | 50.18 | Q               |
| 16      | 2       | 4    | Felix Franz         | Alemanha      | 50.23 | Q               |
| 17      | 2       | 7    | Máté Koroknai       | Hungria       | 50.33 | Q,              |
| 18      | 1       | 4    | Jussi Kanervo       | Finlândia     | 50.35 | q,              |
| 19      | 3       | 5    | Leonardo Capotosti  | Itália        | 50.45 | Q               |
| 20      | 5       | 8    | Tom Burton          | Grã-Bretanha  | 50.47 | Q               |
| 21      | 4       | 2    | Denys Nechyporenko  | Ucrânia       | 50.63 | q               |
| 22      | 3       | 7    | Stanislav Melnykov  | Ucrânia       | 50.72 | q,              |
| 23      | 2       | 6    | Oleg Mironov        | Rússia        | 50.78 | Q               |
| 24      | 2       | 5    | Tim Rummens         | Bélgica       | 50.80 |                 |
| 25      | 3       | 8    | Tibor Koroknai      | Hungria       | 50.84 |                 |
| 26      | 5       | 7    | Janis Baltušs       | Letônia       | 50.89 | Q,              |
| 27      | 5       | 3    | Sergio Fernández    | Espanha       | 50.89 |                 |
| 28      | 4       | 4    | Thomas Kain         | Áustria       | 50.90 | Recorde pessoal |
| 29      | 2       | 8    | Nicolai Hartling    | Dinamarca     | 51.15 |                 |
| 30      | 5       | 2    | Øyvind Kjerpeset    | Noruega       | 51.23 |                 |
| 31      | 1       | 5    | Jonathan Puemi      | Suíça         | 51.40 | =               |
| 32      | 5       | 1    | Jason Harvey        | Irlanda       | 51.91 |                 |
| 33      | 3       | 3    | Yann Eloi Senjarić  | Croácia       | 52.14 |                 |
| 34      | 2       | 3    | Jaak-Heinrich Jagor | Estónia       | 52.67 |                 |
| 35      | 5       | 4    | Jacques Frisch      | Luxemburgo    | 54.06 |                 |
| 36      | 4       | 7    | Alexei Cravcenco    | Moldávia      | 55.66 |                 |

### Semifinal
Qualificação: 2 atletas de cada bateria  (Q) mais os  2 melhores qualificados (q). 
| Posição | Bateria | Raia | Atleta             | Nacionalidade | Tempo | Notas                |
| ------- | ------- | ---- | ------------------ | ------------- | ----- | -------------------- |
| 1       | 3       | 3    | Rasmus Mägi        | Estónia       | 48.54 | Q, EL,               |
| 2       | 3       | 8    | Timofey Chalyy     | Rússia        | 48.69 | Q                    |
| 3       | 3       | 5    | Felix Franz        | Alemanha      | 48.96 | q,                   |
| 4       | 3       | 7    | Oskari Mörö        | Finlândia     | 49.08 | q,                   |
| 5       | 1       | 5    | Denis Kudryavtsev  | Rússia        | 49.09 | Q                    |
| 6       | 1       | 4    | Varg Königsmark    | Alemanha      | 49.12 | Q,                   |
| 7       | 1       | 6    | Patryk Dobek       | Polónia       | 49.13 | Recorde pessoal      |
| 8       | 2       | 3    | Kariem Hussein     | Suíça         | 49.16 | Q                    |
| 9       | 2       | 6    | Emir Bekrić        | Sérvia        | 49.21 | Q,                   |
| 10      | 2       | 5    | Thomas Barr        | Irlanda       | 49.30 |                      |
| 11      | 1       | 3    | Sebastian Rodger   | Grã-Bretanha  | 49.47 | Recorde da temporada |
| 12      | 3       | 4    | Michaël Bultheel   | Bélgica       | 49.62 |                      |
| 13      | 2       | 4    | Yoann Décimus      | França        | 49.71 |                      |
| 14      | 3       | 6    | Niall Flannery     | Grã-Bretanha  | 50.15 |                      |
| 15      | 1       | 8    | Leonardo Capotosti | Itália        | 50.21 |                      |
| 16      | 3       | 2    | Denys Nechyporenko | Ucrânia       | 50.35 |                      |
| 17      | 1       | 7    | Michal Brož        | Chéquia       | 50.39 |                      |
| 18      | 2       | 8    | Tom Burton         | Grã-Bretanha  | 50.47 |                      |
| 19      | 1       | 2    | Stanislav Melnykov | Ucrânia       | 50.60 | Recorde da temporada |
| 20      | 2       | 2    | Stef Vanhaeren     | Bélgica       | 50.63 |                      |
| 21      | 2       | 1    | Oleg Mironov       | Rússia        | 50.69 |                      |
| 22      | 2       | 7    | Máté Koroknai      | Hungria       | 50.95 |                      |
| 23      | 1       | 1    | Janis Baltušs      | Letônia       | 50.96 |                      |
| 24      | 3       | 1    | Jussi Kanervo      | Finlândia     | DNS   |                      |

### Final
| Posição           | Raia | Atleta            | Nacionalidade | Tempo | Notas           |
| ----------------- | ---- | ----------------- | ------------- | ----- | --------------- |
| Medalha de ouro   | 5    | Kariem Hussein    | Suíça         | 48.96 | Recorde pessoal |
| Medalha de prata  | 3    | Rasmus Mägi       | Estónia       | 49.06 |                 |
| Medalha de bronze | 6    | Denis Kudryavtsev | Rússia        | 49.16 |                 |
| 4                 | 4    | Timofey Chalyy    | Rússia        | 49.56 |                 |
| 5                 | 2    | Felix Franz       | Alemanha      | 49.83 |                 |
| 6                 | 7    | Emir Bekrić       | Sérvia        | 49.90 |                 |
| 7                 | 8    | Varg Königsmark   | Alemanha      | 49.91 |                 |
| 8                 | 1    | Oskari Mörö       | Finlândia     | 50.14 |                 |

Legenda
| Recorde mundial       | Recorde mundial (World record)               |                       | Recorde africano                      | Recorde africano (African) |                                           | Q | Classificado por posição (Qualified) |
| Recorde do campeonato | Recorde do campeonato (Championship record)  | Recorde da América    | Recorde da América (Americas)         | q                          | Classificado por melhor tempo (Qualified) |   |                                      |
| Melhor marca do ano   | Melhor marca do ano (World leading)          | Recorde asiático      | Recorde asiático (Asian)              | DNS                        | Não largou (Did not start)                |   |                                      |
| Recorde nacional      | Recorde nacional (National record)           | Recorde europeu       | Recorde europeu (European)            | DNF                        | Não terminou (Did not finish)             |   |                                      |
| Recorde pessoal       | Recorde pessoal do atleta (Personal best)    | Recorde da Oceania    | Recorde da Oceania (Oceania)          | DSQ / DQ                   | Desclassificado (Disqualified)            |   |                                      |
| Recorde da temporada  | Recorde da temporada do atleta (Season best) | Recorde sul-americano | Recorde sul-americano (South America) | NM                         | Sem marca (No mark)                       |   |                                      |